# Hemiteles trichocampi
Hemiteles trichocampi là một loài tò vò trong họ Ichneumonidae.